# Poesia sonora
La poesia sonora és una forma artística que uneix la composició literària i musical, en la qual es posen en primer pla els aspectes fonètics de la parla humana, en lloc dels valors semàntics i sintàctics més convencionals, en una mena de «vers sense paraules». La poesia sonora està destinada generalment a la interpretació.

## Història
Tot i que de vegades s'argumenta que les arrels de la poesia sonora es troben en les tradicions de poesia oral, l'escriptura de textos sonors purs que minimitzen els papers del significat i l'estructura és un fenomen del segle xx. Les avantguardes futuristes i dadaistes de principis del segle van ser les pioneres en la creació de les primeres formes de poesia sonora. Filippo Tommaso Marinetti va descobrir que les onomatopeies eren útils per a descriure una batalla a Trípoli on feia de soldat, creant un text sonor que es va convertir en una mena de fotografia oral de la batalla.
La poesia sonora va evolucionar cap a la poesia visual i la poesia concreta, dues formes basades en temes propis de les arts plàstiques. Més endavant, amb el desenvolupament de la magnetòfon, la poesia sonora va evolucionar gràcies a l'aparició de la música concreta a finals dels anys 1940. Algunes poètiques sonores van ser utilitzades per moviments poètics posteriors, com la generació beat als anys 1950 o el moviment de la paraula parlada als anys 1980, i altres moviments artístics i musicals que van plantejar noves formes, com l'art sonor de text, que es poden utilitzar per a poemes sonors que s'assemblen més a «la ficció o fins i tot a l'assaig, com es defineix tradicionalment, que a la poesia».
Alguns poetes sonors destacats són Else Lasker-Schüler, Elsa von Freytag-Loringhoven, William S. Burroughs, Katalin Ladik, Enzo Minarelli, Eduard Escoffet i Mathias Goeritz, o artistes multidisciplinaris com ara Jean-Jacques Lebel, John Giorno, Laurie Anderson i Yoko Ono.